# The Tiger Woman
The Tiger Woman (bra: A Mulher-Tigre) é um seriado estadunidense de 1944, produzido pela Republic Pictures em 12 capítulos. Estrelando Allan Lane e Linda Stirling (seu primeiro seriado), foi dirigido por  Spencer Gordon Bennet e Wallace Grissell. O seriado foi relançado em 1951 sob o título Perils of the Darkest Jungle, e em 1966, para a televisão, editado como Jungle Gold.
Linda Stirling personificava uma garota das selvas perdida numa floresta da América do Sul, que vivia com uma tribo nativa. O enredo é uma variante dos seriados comuns e filmes B, a trama de "grilagem de terras" - neste caso, os vilões tentam executar os nativos da terra, para que possam reivindicar as suas valiosas reservas de petróleo.

## Sinopse
Na ação ocorrida na América do Sul, Allen Sanders (Allan Lane), engenheiro de uma companhia de petróleo, e seu amigo José Delgado (Duncan Renaldo) são auxiliados pela Mulher Tigre (Linda Stirling), no enfrentamento de uma companhia petrolífera inescrupulosa comandada por Morgan (George J. Lewis). A companhia de Morgan tenta afastar um povo indígena e sua líder, a Mulher Tigre, uma mulher branca que pode ser a herdeira de uma vasta fortuna perdida, e mais tarde uma série de tramas é construída em torno da determinação de sua verdadeira identidade.

## Elenco
- Linda Stirling … Tiger Woman/Rita Arnold. Stirling alcançou popularidade imediata no papel de Tiger Woman. Devido ao seu impacto, o seriado Zorro's Black Whip foi rapidamente colocado em produção com ela como estrela principal.[3]
- Allan Lane[nota 1] … Allen Saunders
- Duncan Renaldo[nota 2] … José Delgado
- George J. Lewis … Morgan
- LeRoy Mason … Fletcher Walton
- Crane Whitley … Tom Dagget
- Robert Frazer … Ramgah, Sumo Sacerdote
- Rico De Montez … Tegula
- Stanley Price … Mack
- Tom London ... Capitão Dumont
- Rex Lease	 ... Homem fumando no Café	 [caps. 9, 12] (não-creditado)
- Al Ferguson	 ...	Hill Heavy 2 [cap. 2] / Lou (não-creditado)

## Produção
The Tiger Woman foi orçado em 180.292 dólares, embora o custo negativo final tenha sido $206,191, e foi o mais caro seriado da Republic em 1944.  Este seriado foi o terceiro mais caro dos 66 seriados da Republic (excedido apenas por Captain America (1944), por $182,623, e The Lone Ranger Rides Again (1939), por $193,878) embora seja apenas o quinto mais caro em termos de custo de produção real. Os outros quatro, no entanto, eram todos de 15 longos capítulos, em comparação com The Tiger Woman, de 12 capítulos, de modo que este é, por capítulo, o mais caro de todos os seriados da Republic.
Sua locações foram em Lake Sherwood, Califórnia, entre 20 de janeiro e 25 de fevereiro de 1944, sob o título de trabalho Tiger Woman of the Amazon, e sob a numeração 1298. The Tiger Woman foi a tentativa da Republic para criar uma nova Pearl White, com a descoberta recente de Linda Stirling.
Stedman apontou diversos erros na produção: a roupa de The Tiger Woman é feita de pele de leopardo, e não de tigre. Quando externamente, os nativos se vestem como Navajo, mas, quando dentro, eles estão vestidos como astecas.

## Lançamento

### Cinemas
A data oficial da estreia de The Tiger Woman' foi 27 de maio de 1944, embora esta seja realmente a data em que o sexto capítulo foi disponibilizado para o intercâmbio de filmes. O seriado foi relançado em 17 de janeiro de 1951, sob o novo título Perils of the Darkest Jungle.

### Televisão
The Tiger Woman foi um dos 26 seriados da Republic pictures a ser relançado pela “Century-66 film on television”, em 1966. O título foi mudado para Jungle Gold. Esta versão foi reduzido para 100 minutos de duração.

## Crítica
Stedman acredita que, quando comparado com os seriados anteriores do inglês Witney, The Tiger Woman é um seriado ruim.

## Capítulos
1. The Temple of Terror (24min 52s)
2. Doorway to Death (15min 33s)
3. Cathedral of Carnage (15min 32s)
4. Echo of Eternity (15min 34s)
5. Two Shall Die (15min 34s)
6. Dungeon of the Doomed (15min 33s)
7. Mile-a-Minute Murder (15min 33s)
8. Passage to Peril (15min 33s)
9. Cruise to Cremation (15min 33s)
10. Target for Murder (15min 33s)
11. The House of Horror (15min 33s)
12. Triumph Over Treachery (15min 34s)

Fonte:
Este foi um dos 2 seriados em 12 capítulos produzidos pela Republic em 1944 (o outro, também estrelando Linda Stirling, foi Zorro's Black Whip). Como era costume da Republic, dois seriados de 15 capítulos também foram lançados no mesmo ano.